# Lilla Rödskär
Lilla Rödskär är en ö i Finland. Den ligger i Skärgårdshavet eller Norra Östersjön och i kommunen Pargas i den ekonomiska regionen  Åboland i landskapet Egentliga Finland, i den sydvästra delen av landet. Ön ligger omkring 80 kilometer söder om Åbo och omkring 190 kilometer väster om Helsingfors.
Öns area är 1,5 hektar och dess största längd är 220 meter i sydöst-nordvästlig riktning.